# Fouquereuil
 Fouquereuil  es una población y comuna francesa, situada en la región de Norte-Paso de Calais, departamento de Paso de Calais, en el distrito de Béthune y cantón de Béthune-Sud.

## Demografía
| 1236 | 1259 | 1264 | 1115 | 1056 | 1023 |
| Para los censos de 1962 a 1999 la población legal corresponde a la población sin duplicidades (Fuente: INSEE [Consultar]) |      |      |      |      |      |